# Логвиненко, Владимир Иванович
Влади́мир Ива́нович Логвине́нко (укр. Володимир Іванович Логвиненко; род. 14 октября 1944, село Новоподгородное) — украинский государственный и политический деятель.
С 16 мая 2006 по 18 марта 2010 года председатель Донецкой областной государственной администрации («губернатор» Донецкой области).

## Биография
Владимир Иванович Логвиненко родился 14 октября 1944 года в селе Новоподгородное Днепропетровской области. Закончил в 1974 году Днепропетровский инженерно-строительный институт, промышленное и гражданское строительство, инженер-строитель. Кандидат экономических наук, доктор наук государственного управления.
Трудовую деятельность начал после службы в армии, в 1968 году, слесарем-сантехником строительного управления № 14 «Сантехэлектромонтаж» (город Красноармейск). Работал инженером, старшим инженером, начальником учебно-курсового комбината, прорабом строительного управления 1 треста «Красноармейскшахтострой».
С 1974 года — инструктор промышленно-транспортного отдела Красноармейского горкома Компартии Украины. С 1977 года — главный инженер строительного управления № 6 треста «Красноармейскшахтострой».
В 1978—1984 годах работал инструктором отдела строительства Донецкого обкома Компартии Украины.
С октября 1984 по ноябрь 1988 года — председатель исполкома Краматорского горсовета народных депутатов.
С ноября 1988 по апрель 1990 года — заместитель, первый заместитель начальника главного планово-экономического управления Донецкого областного исполкома. А после этого — заместитель, первый заместитель председателя исполкома Донецкого областного совета народных депутатов.
С апреля 1992 по июль 1994 года — первый заместитель председателя Донецкой областной государственной администрации. Далее, по декабрь 1995 года — заместитель председателя исполкома Донецкого областного совета народных депутатов.
В 1994 году принимал участие в выборах Губернатора Донецкой области. Однако проиграл во втором туре Владимиру Щербаню.
В 1996—2002 годах работал заместителем гендиректора, генеральным директором концерна «Энерго» (город Донецк).
В конце 2001 года Донецким областным советом на 4 года избран председателем территориальной избирательной комиссии по выборам депутатов Донецкого областного совета.
С апреля 2002 года вновь работает в Донецкой областной государственной администрации: в должности заместителя председателя по вопросам промышленности, энергетики, транспорта и связи. Исполнял обязанности председателя (с января 2005 по февраль 2005); заместителя председателя (февраль и март, 2005).
16 мая 2006 года Владимир Логвиненко назначен на должность Председателя Донецкой областной государственной администрации.
18 марта 2010 года Владимир Логвиненко был уволен с должности Председателя Донецкой областной государственной администрации.

### Научные звания
- Доктор наук государственного управления (2009)
- Кандидат экономических наук (2006)

### Награды
- Юбилейная медаль «20 лет Победы в ВОВ 1941—1945 гг.» (1965); Орден Святого Нестора Летописца (за заслуги перед Украинской Православной Церковью) (1998); Орден Святого Равноапостольного Великого Князя Владимира I степени (2000); Орден Святого Равноапостольного Великого Князя Владимира III степени (2003); Лауреат Государственной премии Украины в отрасли науки и техники (2003); Серебряная медаль «10 лет Назалежности Украины»(2003); почётное звание «Заслужений работник промышленности» (2004); Почетная грамота Кабинета министров Украины (2004); кавалер знака отличия "Шахтёрская слава трёх степеней (2004—2007); нагрудный знак Державна служба України «За сумлінну працю» (2007); международная награда «Лавры Славы» (2007); Орден Петра Великого I степени от Российской Федерации Национального комитета общественных наград (2007); награда «Славянская честь» от Совета Собора славянских народов и Совета экспертов Международной программы «Лидеры XXI столетия» (2007); Орден Святого князя Александра Невского I степени от Российской Федерации Национального комитета общественных наград (2008); Орден «За заслуги» III степени (2008); Орден Мира от Международного Благотворительного фонда «Меценаты столетия» (2008); Орден Русской Православной Церкви Преподобного Сергия Радонежского II степени (2008); Орден «За заслуги» II степени (2010).

## Семейное положение
Женат. Жена — Логвиненко Тамара Александровна (1950).
Дети:
дочь — Попова (Логвиненко) Марина Владимировна (1974), врач, кандидат медицинских наук;
зять — Попов Сергей Владимирович, врач, кандидат медицинских наук;
сын — Логвиненко Александр Владимирович (1978), экономист, кандидат экономических наук;
невестка — Логвиненко (Михеева) Алла Владимировна, экономист;
Внуки: Иван (2002), Владимир (2004), Степан (2009).